# Якуб Кумох
Якуб Радомир Кумох (нар. 16 листопада 1975, Варшава) — польський політолог, журналіст і дипломат, з 2023 року посол у Китаї. Раніше обіймав посаду керівника Бюро міжнародної політики в Канцелярії президента Польщі, був послом Польщі в Туреччині (2020—2021), а також у Швейцарії (2016—2020).

## Життєпис
Кумох закінчив міжнародні відносини (магістр, 1999) та тюркологію (магістр, 2001) у Варшавському університеті. У 2006 році захистив у Ягеллонському університеті докторську дисертацію на тему місій Європейського Союзу зі спостереження за виборами; його науковим керівником був Кшиштоф Щерський. Окрім польської та турецької, володіє англійською, французькою, хорватською, іспанською, російською, німецькою та арабською мовами.
Кумох розпочав свою професійну кар'єру в Центрі східних досліджень як аналітик з питань балканських країн (2000—2001). Протягом наступних десяти років він висвітлював міжнародні відносини як журналіст. Після посади закордонного кореспондента Польської пресової агенції в Москві працював у тижневику Przekrój (2005—2006) та щоденнику Dziennik Polska-Europa-Świat (2006—2009). З 2010 року знову працює аналітиком з міжнародних відносин у Польському інституті міжнародних відносин (2010), Інституті Собеського (2011—2013). У 2011—2016 роках він також брав участь у місіях ЄС зі спостереження за виборами (EUEOM) як експерт та прес-секретар. У 2015 році був запрошений президентом Анджеєм Дудою до Національної ради розвитку — секція безпеки, оборони та зовнішньої політики.
14 жовтня 2016 року призначений послом Польщі у Швейцарії, акредитований також у Ліхтенштейні. За тиждень він вручив свої дипломатичні повноваження. Як посол, у 2017 році сприяв виявленню та оприлюдненню інформації про польських дипломатів у Швейцарії, які рятували європейських євреїв від Голокосту (група «Ладош»). У 2019 році отримав нагороду від міністра культури за «збереження культурної спадщини за кордоном». Співавтор списку імен 3262 власників паспортів, виданих Групою «Ладош», який у грудні 2019 року був представлений в Інституті Пілецького у Варшаві.
За словами Люсьєна Шеррера з Neue Zürcher Zeitung, «в дипломатичних і політичних колах [Швейцарії] Кумоха вважають агітатором на службі уряду PiS». Цитуються слова депутата Ганса-Петера Портманна: «Те, що посол постійно втручається в пресу, є незвичним. Емісар повинен дотримуватися місцевих звичаїв, в тому числі поважати свободу слова». Також цитується депутат Ради Клод Яняк зі швейцарсько-польської групи: «Цікаво, чи не є частиною роботи [Кумоха] розпалювання внутрішньопольської політичної суперечки».
Його робота була високо оцінена в Польщі, оскільки як правляча, так і опозиційна партії польського Сейму підтримали його кандидатуру на наступний термін на посаді посла в Туреччині. Він отримав призначення 2 березня 2020 року. Вручив вірчі грамоти Президенту Реджепу Тайїпу Ердогану 14 липня 2020 року. Завершив свою каденцію 13 липня 2021 року, а наступного дня обійняв посаду керівника Бюро міжнародної політики Канцелярії Президента Республіки Польща. 6 вересня 2023 року розпочав свою каденцію на посаді посла в Китаї.
Кумох одружений з Йоанною Кулаковською-Кумох, має двох дітей.

## Нагороди
2021 - Кавалер ордена Макаріоса ІІІ, Кіпр
2022 - Орден князя Ярослава Мудрого III ступеня, Україна
2023 - Лицарський хрест Ордену Реставрації Полонії, Польща
2023 - Хрест визнання 2-го ступеня, Латвія
2023 - Великий кавалер Ордену за заслуги перед Литвою, Литва